# NGC 5534
NGC 5534, auch NGC 5534A genannt, ist eine Balkenspiralgalaxie mit ausgeprägten Emissionslinien vom Hubble-Typ SBab im Sternbild Jungfrau und etwa 115 Millionen Lichtjahre von der Milchstraße entfernt.
Sie bildet zusammen mit dem Nicht-NGC-Objekt PGC 51057 eine wechselwirkende Doppelgalaxie und wurde am 29. April 1881 von Wilhelm Tempel entdeckt.